# Adrienne Dore
Pour les articles homonymes, voir Dore.
Adrienne Dore (née Elizabeth Himmelsbach ; 22 mai 1907 - 26 novembre 1992) est une actrice, mannequin américaine et gagnante d'un concours de beauté,. Elle est finaliste du concours Miss America 1925, en compétition en tant que Miss Los Angeles. Adrienne Dore poursuit une modeste carrière dans le cinéma avant de prendre sa retraite en 1934.

## Jeunesse
Elizabeth Himmelsbach est née à Coeur d'Alene, Idaho, fille de Louis Joseph Himmelsbach et d'Edith Estelle Kell. La famille déménage à Yakima puis à Seattle, où elle fréquente une école dans un couvent. Elle y joue dans sa première comédie musicale à l'âge de trois ans. Elle fait des études générales à Forrest Ridge Convent mais elle se concentre sur la danse et le théâtre.

## Carrière

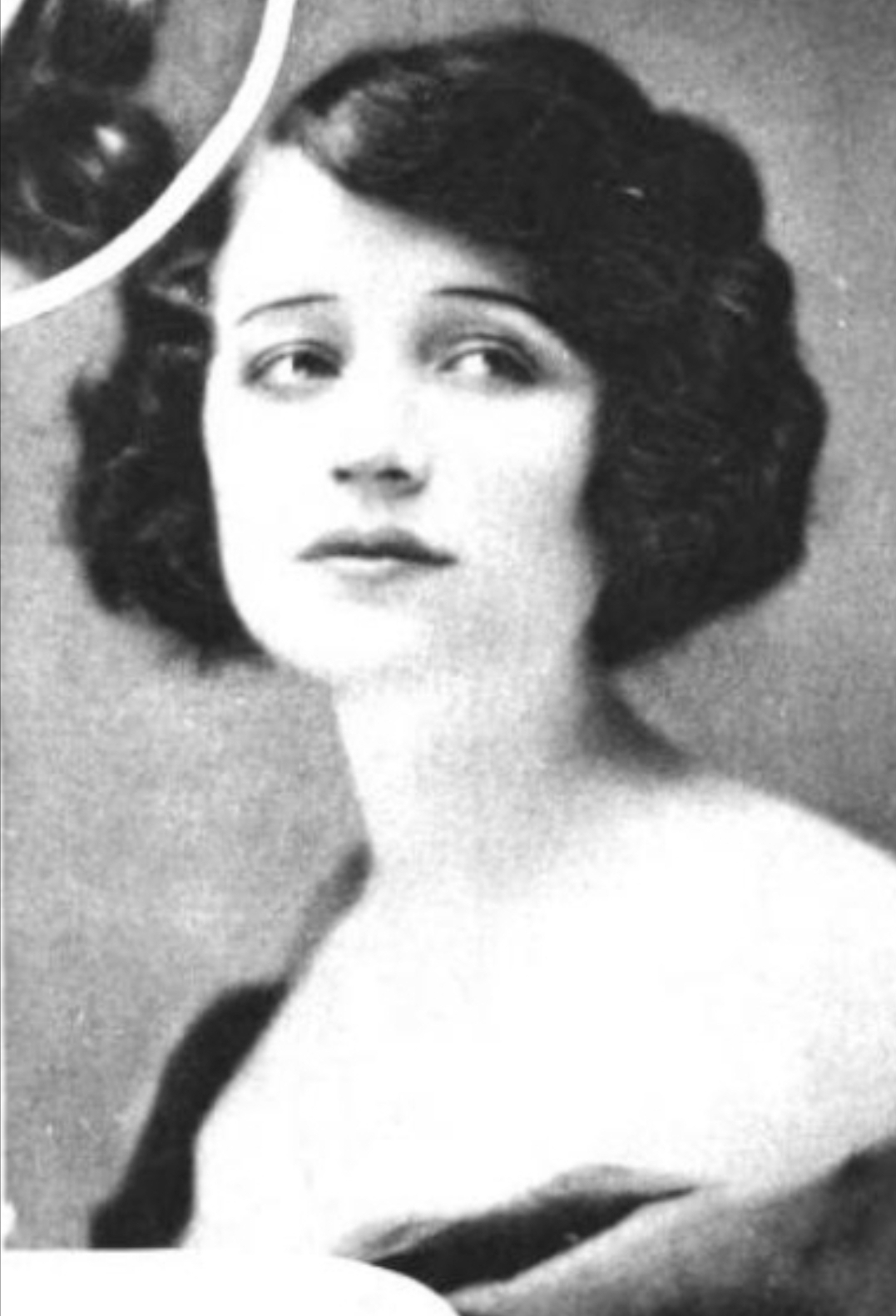
Adrienne Dore, Theatre Magazine, janvier 1921

Adrienne Dore déménage à New York et poursuit une carrière d'actrice sous le nom d'Adrienne Dore. Elle chante dans la comédie musicale Elliott, Comstock and Gest, au Cocoanut Grove, une boîte de nuit située sur le toit du Century Theatre . Elle gagne le concours de beauté Miss Los Angeles en 1925, et participe au concours Miss America, se classant deuxième. Les candidats signent des contrats promissoires pour des apparitions au cinéma avec la Famous Players-Lasky Corporation après avoir gagné ; Adrienne Dore est chez Universal Pictures pendant 5 ans.

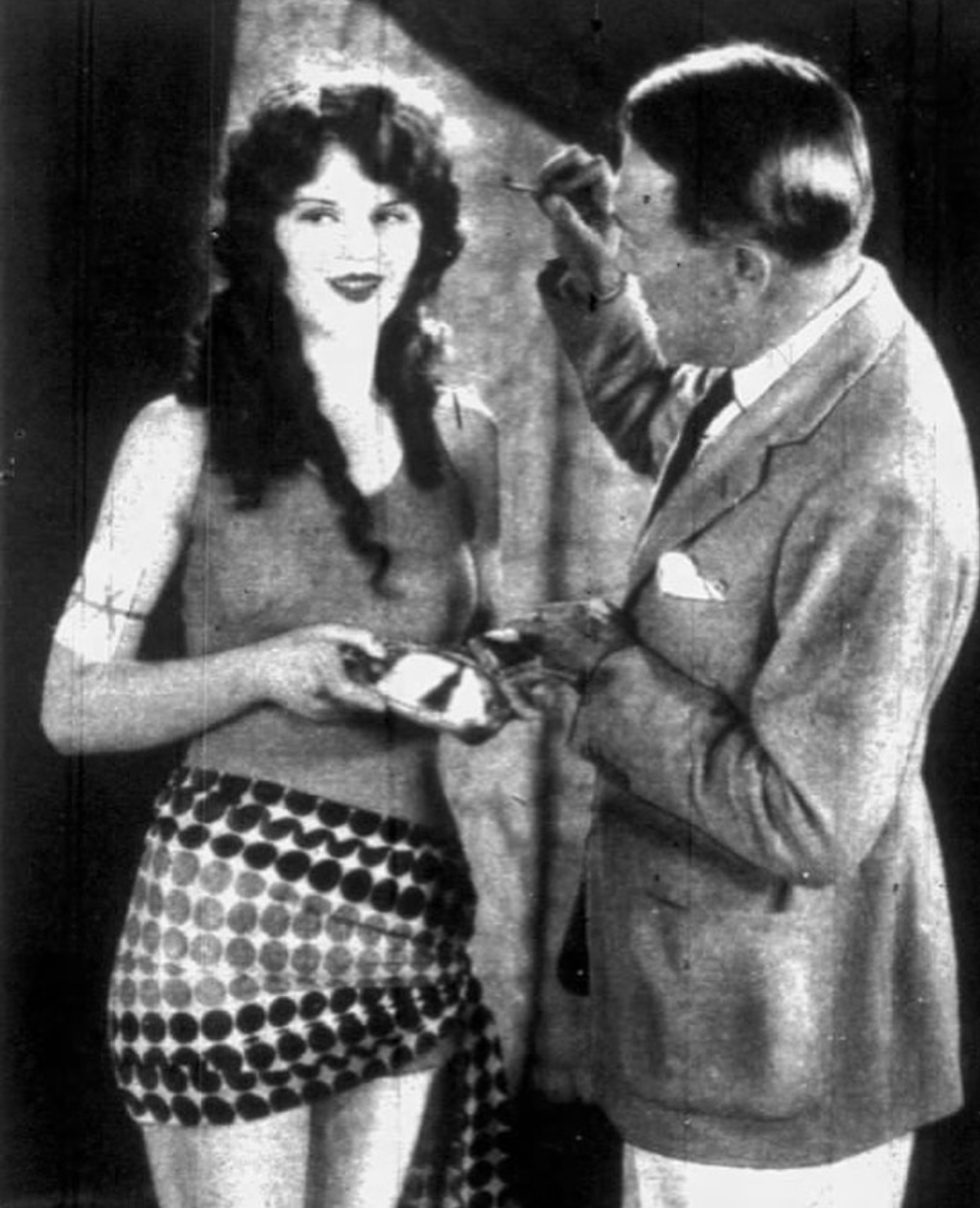
Adrienne Dore et Edmund Goulding dans Poupées de théâtre (1925)

Adrienne Dore retourne à Los Angeles où elle commence à jouer des rôles non crédités dans des films muets et des courts métrages telles que Johnny's Week End et Adam's Eve, avant de passer aux films parlants. En haut de l'affiche dans des productions mineures comme Beyond London Lights (en) en 1928,, puis continuant avec des rôles mineurs aux côtés de stars telles que Clara Bow dans The Wild Party en 1929. En 1931, elle obtient un contrat avec Warner Bros., et tient des seconds rôles dans Union Depot en 1932 et The Rich Are Always with Us, la même année, avec Bette Davis. Le dernier rôle d'Adrienne Dore est dans Undercover Men, un film de Burt Kelly de 1934,.

## Vie privée
Elle rencontre et épouse le producteur de série B, Burt Kelly, qui, avec Sam Bischoff et William Saal, dirige les productions de KBS,.
Dore et Kelly sont restés mariés jusqu'à sa mort en 1983. Dore est décédé à l'âge de 85 ans et est enterré dans une tombe anonyme à Chippewa Falls, Wisconsin.

## Filmographie

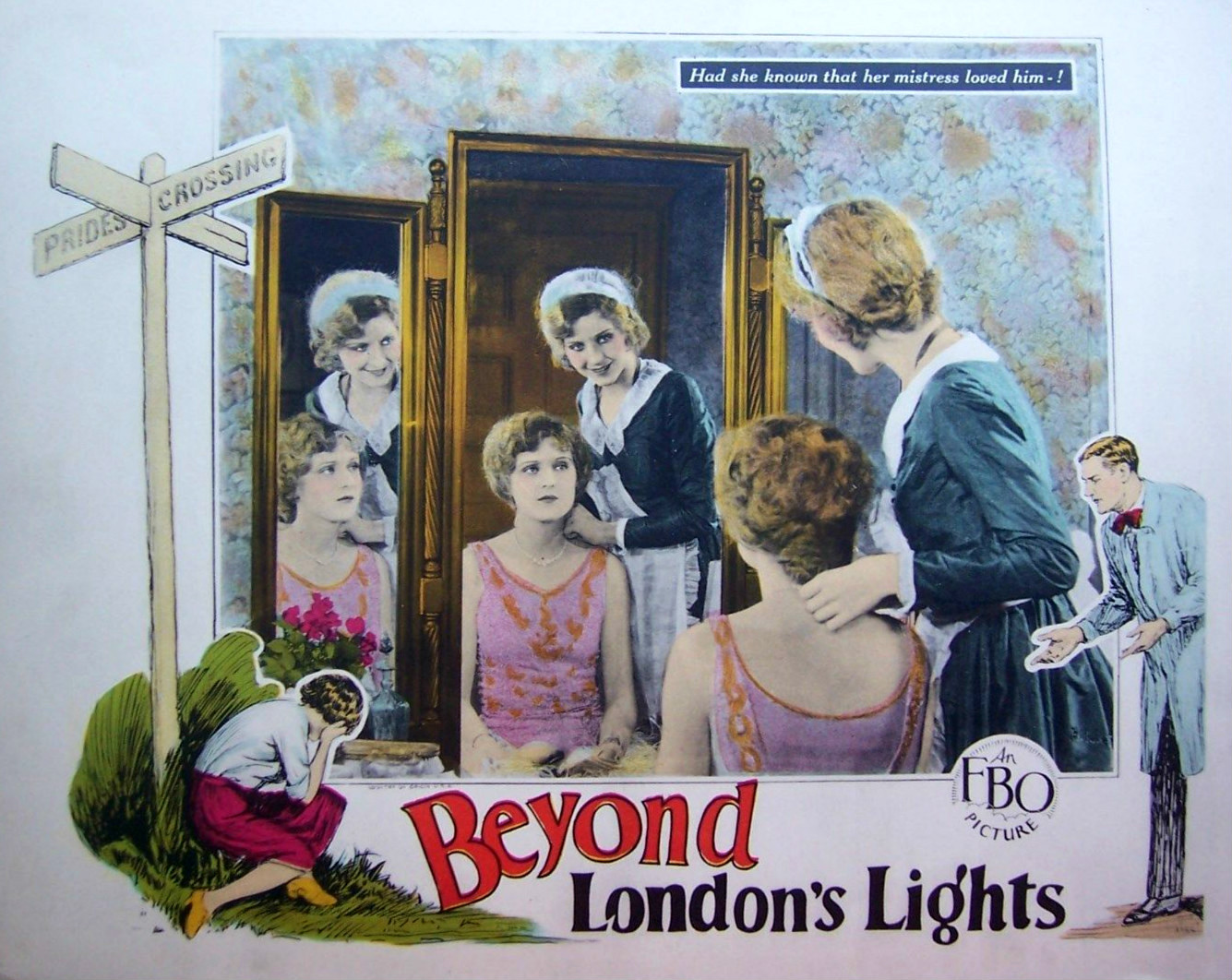
Adrienne Dore dans le rôle de la femme de chambre Kitty Carstairs, affiche pour Beyond London Lights (1928)

| Année | Film                           | Rôle                           | Réf    | Remarques                                                                                     |
| ----- | ------------------------------ | ------------------------------ | ------ | --------------------------------------------------------------------------------------------- |
| 1925  | Poupées de théâtre             |                                |        | Non créditée, scène coupée                                                                    |
| 1926  | Love's Hurdle                  |                                |        | Court métrage                                                                                 |
| 1928  | The Valley of Hunted Men       | Rôle mineur                    |        | Non crédité                                                                                   |
| 1928  | The Swim Princess              | Rôle mineur                    |        | Non crédité                                                                                   |
| 1928  | Beyond London Lights (en)      | Kitty Carstairs                | [ 22 ] | Film perdu                                                                                    |
| 1928  | Wife Trouble                   |                                |        | Court métrage                                                                                 |
| 1929  | Pep Up                         | Adrien Wood                    |        | Court métrage                                                                                 |
| 1929  | Smart Steppers                 |                                |        | Court métrage                                                                                 |
| 1929  | Time to Expire                 |                                |        | Court métrage                                                                                 |
| 1929  | Les Endiablées                 | Babs                           | ,      | Crédité comme Adrienne Dore                                                                   |
| 1929  | Delicious and Refreshing       |                                |        | Court métrage                                                                                 |
| 1929  | Peaceful Alley                 | Une fille de mission           |        | Court métrage                                                                                 |
| 1929  | Adam's Eve                     | Irène                          |        | Court métrage                                                                                 |
| 1929  | Pointed Heels                  | Kay Wilcox                     | [ 22 ] | La version Technicolor du film est aux archives cinématographiques et télévisuelles de l'UCLA |
| 1930  | Hello, Baby                    | Adrien                         |        | Court métrage                                                                                 |
| 1930  | Johnny's Week End,             |                                |        | Court métrage                                                                                 |
| 1932  | Gare centrale                  | Sadie                          | [ 27 ] |                                                                                               |
| 1932  | The Famous Ferguson Case       | Antoinette "Toni" Martin       | [ 28 ] |                                                                                               |
| 1932  | Deux Secondes                  | Annie                          |        | Non crédité                                                                                   |
| 1932  | Alias the Doctor               | Anna                           | [ 29 ] |                                                                                               |
| 1932  | Street of Women                | Frances                        |        |                                                                                               |
| 1932  | The Expert                     |                                |        |                                                                                               |
| 1932  | Play Girl                      | La fille de Reno               |        | Non crédité                                                                                   |
| 1932  | Gentleman for a Day            |                                |        |                                                                                               |
| 1932  | The Rich Are Always with Us    | Allison Adair                  | ,      |                                                                                               |
| 1932  | Le Treizième Invité            | Le rendez-vous de Winston      |        | Non crédité                                                                                   |
| 1932  | The Girl from Calgary (en)     | Lulu, la secrétaire de Darrell |        | Non crédité                                                                                   |
| 1933  | Love, Honor, and Oh Baby! (en) | Louise                         |        |                                                                                               |
| 1934  | Undercover Men (en)            | Betty Winton                   |        | Dernier rôle au cinéma                                                                        |